# Đa Minh Toại
Đa Minh Toại hay Đa Minh Trần Văn Toại là một ngư phủ theo đạo Công giáo, tử vì đạo dưới triều vua Tự Đức, được Giáo hội Công giáo Rôma phong Hiển Thánh vào năm 1988.
Ông sinh năm 1812 tại làng Đông Thành, xứ Kẻ Mèn, địa phận Trung Đàng Ngoài, nay là thôn Nội Lang Nam xã Nam Hải, huyện Tiền Hải, tỉnh Thái Bình, thuộc Giáo phận Thái Bình. Ông lập gia đình và sinh sống bằng nghề đánh cá trên sông Nhị Bình, gần cửa Ba Lạt. Do lệnh cấm đạo của vua Tự Đức, ngày 17 tháng 1 năm 1860, ông bị bắt giải lên huyện Quỳnh Côi. Thấy ông bệnh tật, đi lại khó khăn, binh lính đề nghị nộp một số tiền thì được tha nhưng ông từ chối. Trong chín tháng bị giam trong ngục, nhiều lần bị ép buộc đạp lên Thánh Giá, nhưng ông vẫn giữ vững đức tin Công giáo. Ngày 5 tháng 6 năm 1862, ông chịu án thiêu sinh tại pháp trường Nam Định.Được an táng tại nhà thờ Thánh Danh Chúa Giêsu, thuộc giáo họ Đông Thành, giáo xứ Kẻ Mèn, Địa phận Trung Đàng Ngoài, nay là giáo xứ Kính Danh, giáo phận Thái Bình (thông Nội Lang Nam, xã Nam Hải , huyện Tiền Hải, tỉnh Thái Bình ngày nay.)